# NGC 2326A
NGC 2326 est une galaxie spirale située dans la constellation du Lynx. Sa vitesse par rapport au fond diffus cosmologique est de 6 225 ± 30 km/s, ce qui correspond à une distance de Hubble de 91,8 ± 6,4 Mpc (∼299 millions d'al).
NGC 2326A (PGC 20237) est qualifiée de galaxie compagne de NGC 2326. Comme ces deux galaxies sont à peu près à la même distance de nous, elle pourrait former une paire physique de galaxies. NGC 2326A ne fait cependant pas partie du catalogue NGC. 